# ハンス・アドルフ・プリュッツマン

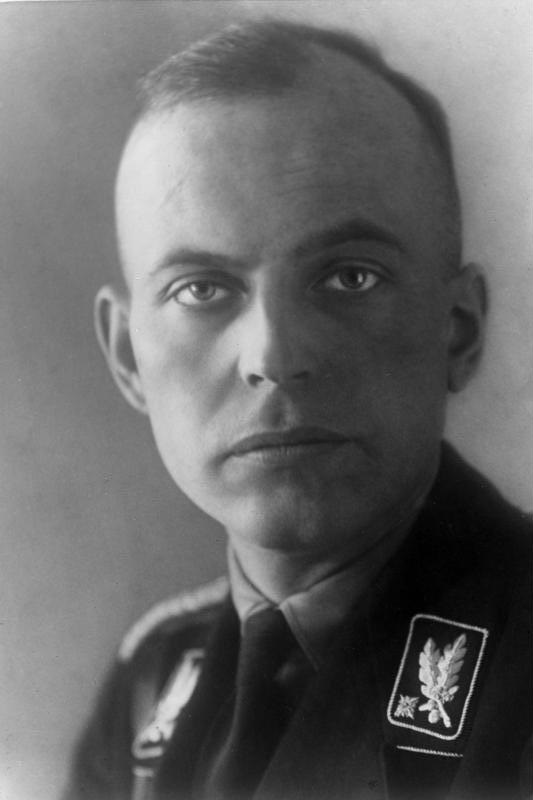
ハンス・アドルフ・プリュッツマン

ハンス・アドルフ・プリュッツマン（ドイツ語: Hans-Adolf Prützmann, 1901年8月31日 - 1945年5月21日）は、ナチス・ドイツの親衛隊（SS）の将軍。最終階級は親衛隊大将、警察大将及び武装親衛隊大将。

## 略歴
1901年、ドイツ帝国・西プロイセントルケミット（現在のポーランド・ヴァルミア＝マズールィ県トルクミツコ）に生まれる。ギムナジウム卒業後、ゲッティンゲンで農業を学んだ。1918年から1921年にかけてさまざまな反革命義勇軍（フライコール）に参加した。その後、ポメラニア州やブランデンブルク州や東プロイセン州に農務公務員として勤務した。1929年にナチスの突撃隊（SA）に入隊。突撃隊での勤務になお飽き足らず、1930年8月12日に親衛隊（SS）に移動した。この際にナチ党に正式に入党した。1933年11月9日には親衛隊少将、1934年2月28日には親衛隊中将に昇進した。1933年11月から1937年2月にかけて親衛隊上級地区「南西」司令官となり、シュトゥットガルトを本部としてドイツ南西部の親衛隊を管轄した。1938年4月から国会議員にもなった。1938年6月から1941年5月にかけて親衛隊上級地区「北海」司令官と「北海」親衛隊及び警察高級指導者を務め、ハンブルクを本部に北海沿岸地域の親衛隊と警察を管理する。この後、1941年5月から1945年5月にかけては「北東」親衛隊及び警察高級指導者と親衛隊上級地区「北東」司令官の司令官となり、東プロイセンの親衛隊と警察を監督したが、彼は独ソ戦中はロシアかウクライナに滞在していたため、ここの司令部はほとんど不在となり、ゲオルゲ・エブレヒト親衛隊中将を代理に立てて実務を委ねている。
独ソ戦開始後の1941年6月29日から11月までにかけて「東国及び北ロシア」親衛隊及び警察高級指導者に任じられ、ラトビアに移動した。彼が在任中にアインザッツグルッペンAがラトビアに展開してユダヤ人などの大量虐殺を行っている。しかし11月にハインリヒ・ヒムラーは「東国及び北ロシア」親衛隊及び警察高級指導者の地位をプリュッツマンからフリードリヒ・イェッケルンに交代させた。彼は「イェッケルン方式」と呼ばれる殺人システムを構築した人物だった。プリュッツマンは1941年11月9日に親衛隊大将に昇進し、1941年12月から1944年3月にかけて「南ロシア」親衛隊及び警察高級指導者に任じられた。
さらに1943年10月から1944年9月にかけては「ウクライナ」親衛隊及び警察最高級指導者に任じられた。この「親衛隊及び警察最高級指導者」になったのは彼とカール・ヴォルフ親衛隊大将だけである。
1944年6月からは国防軍最高司令部とヒムラーの間の連絡将校となった。1945年の間にはヴェアヴォルフを監督する仕事に従事していた。アドルフ・ヒトラーの後継者カール・デーニッツ元帥の政府でも勤務していたが、まもなくイギリスに逮捕され、1945年5月21日に自決した。